# NGC 4328
NGC 4328 es una galaxia elíptica (E-S0) enana y galaxia satélite de Messier 100. Se localizada en la dirección de la constelación de Coma Berenices. Posee una declinación de +15° 49' 13" y una ascensión recta de 12 horas, 23 minutos y 20,0 segundos.
La galaxia NGC 4328 fue descubierta en 21 de marzo de 1784 por William Herschel.